# Six-Fours-les-Plages
Six-Fours-les-Plages (bis zum 1. Januar 1975 Six-Fours-la-Plage, provenzalisch Sièis Forns lei Plaias oder Sièis Four lei Plaio) ist eine französische Gemeinde mit 36.843 Einwohnern (Stand 1. Januar 2022) an der Mittelmeerküste (Côte d’Azur) im Département Var in der Region Provence-Alpes-Côte d’Azur. Sie gehört zum Kanton La Seyne-sur-Mer-2 im Arrondissement Toulon.

## Geographie
Six-Fours befindet sich zwischen den Gemeinden Ollioules, Sanary-sur-Mer und La Seyne-sur-Mer. Der Name der Gemeinde leitet sich vom lateinischen Sex Fur oder Sex Furni ab und weist auf sechs Stellungen oder Befestigungsanlagen hin. Der höchste Punkt der Gemeinde liegt auf 320 m nahe dem Kap Pointe du Cap Vieux.

## Geschichte
Um 600 v. Chr. kamen Menschen aus Kleinasien bei Tauroentum (Le Brusc) an Land und gründeten Siedlungen bei den (Îles des Embiez). Aus Angst vor Übergriffen durch Stämme der einheimischen Bevölkerung legten sie – umgeben von sechs befestigten Stellungen – eine befestigte Siedlung auf der höchsten Erhebung der Umgebung an.
Bei zahlreichen Angriffen barbarischer Stämme aus dem Norden oder der Sarazenen über das Meer konnte sich die Bevölkerung auf die im Laufe der Zeit weiter ausgebaute Festung zurückziehen. Niemals gelang es Angreifern die Festung einzunehmen.

### Bevölkerungsentwicklung
Die Bevölkerungszahl wuchs in den letzten 50 Jahren kontinuierlich auf mehr als das Dreifache.
| Jahr      | 1962  | 1968   | 1975   | 1982   | 1990   | 1999   | 2006   | 2016   |
| --------- | ----- | ------ | ------ | ------ | ------ | ------ | ------ | ------ |
| Einwohner | 9.057 | 15.118 | 20.090 | 25.526 | 28.957 | 32.742 | 34.325 | 33.250 |

## Sehenswürdigkeiten

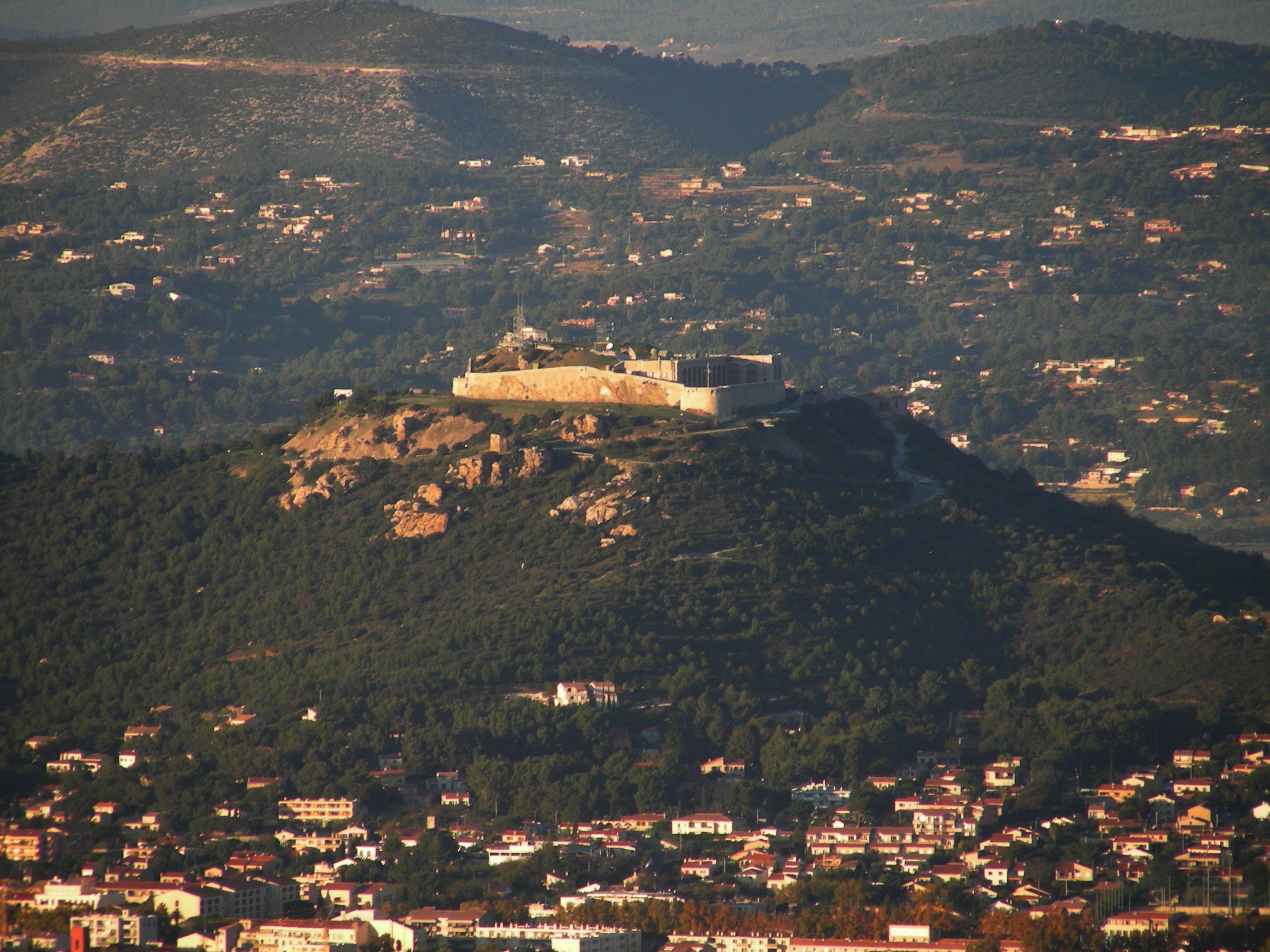
Le Fort de Six Fours

- Die Festung Six Fours beherrscht das Ortsbild der Gemeinde. Sie dient dem Militär als Zentrum zur Überwachung des Mittelmeerraumes.
- Das Stift Saint-Pierre, das direkt an die Festung Six-Fours angrenzt, stammt aus dem 11. Jahrhundert.
- Das Cap Sicié mit den Îles des Embiez und dem Fischerdorf Le Brusc liegt im Westen und La Seyne-sur-Mer im Osten der Landspitze. Diese ist für den ursprünglichen Charakter ihrer Küstenlandschaft berühmt. Auf ihrem höchsten Punkt befindet sich die Kapelle Notre Dame du Mai, in der zahlreiche Votivbilder zu sehen sind, die an die Rettung von Seeleuten aus Lebensgefahr erinnern.

## Wirtschaft
Die Hauptwirtschaftsfaktoren sind Landwirtschaft und Tourismus.

## Städtepartnerschaften
Die Gemeinde Six-Fours-les-Plages pflegt folgende Partnerschaften:
- Emmendingen, Baden-Württemberg, Deutschland (seit 1978)
- Zagarolo, Metropolitanstadt Rom Hauptstadt, Italien

## Persönlichkeiten
- Franck Esposito (* 1971), Schwimmer und viermaliger Europameister, wuchs in Six-Fours-les-Plages auf
- Hélène Ségara (* 1971), Sängerin, stammt aus Six-Fours-les-Plages